# حرائق غابات إسرائيل 2021
حرائق غابات إسرائيل 2021 هي حرائق غابات متعددة حدثت بالقرب من القدس، .

## التسلسل الزمني
في 16 أغسطس 2021 بدأ حريق غابات كبير خارج القدس ينتشر مرة أخرى مع اشتداد الرياح، مما دفع الشرطة إلى إخلاء بعض سكان شوئيفا مع اقتراب الحريق من المجمع. أرسل الجيش الإسرائيلي عدة مروحيات نقل للمساعدة في إخلاء جفعات يئاريم بسبب حرائق الغابات الهائلة التي اندلعت خارج القدس. قال رئيس خدمات الإطفاء والإنقاذ في إسرائيل ديدي سيمشي إن حريق الغابات الهائل خارج القدس كان على نفس مستوى حريق جبل الكرمل عام 2010. خلال الليل نشر رئيس خدمات الإطفاء والإنقاذ ديدي سيمشي قوة كبيرة لحماية مستشفى هداسا في جيروسالين.

## التفاعلات
أعطى رئيس الوزراء نفتالي بينيت الضوء الأخضر لإسرائيل للنظر في طلب المساعدة الدولية للمساعدة في مكافحة حريق هائل مستعر خارج القدس.
طلب وزير الخارجية يائير لبيد المساعدة من اليونان وقبرص وإيطاليا وفرنسا ودول إقليمية أخرى للمساعدة في مكافحة حرائق الغابات الضخمة خارج القدس.
في 16 أغسطس 2021 تحدث وزير الخارجية يائير لابيد مع نظيره اليوناني نيكوس ديندياس، وطلب منه إرسال طائرات لمكافحة الحرائق، وقال ديندياس إن اليونان ستساعد بقدر ما تستطيع، ومع نظيره القبرصي نيكوس كريستودوليديس الذي قال إن قبرص مستعدة إرسال طائرات إطفاء للمساعدة في مكافحة حريق غابة كبير خارج القدس.